# Massaga angustifascia
Massaga angustifascia là một loài bướm đêm trong họ Noctuidae.